# Myrina genuba
Myrina genuba är en fjärilsart som beskrevs av William Chapman Hewitson 1875. Myrina genuba ingår i släktet Myrina och familjen juvelvingar. Inga underarter finns listade i Catalogue of Life.

## Bildgalleri

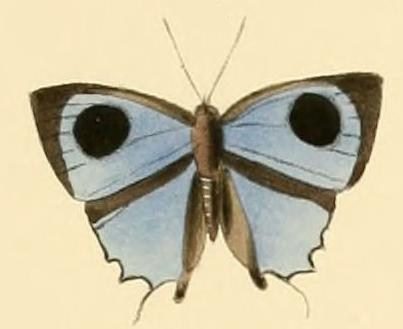